# Новопавловский (Ростовская область)
Новопавловский — хутор в Матвеево-Курганском районе Ростовской области.
Входит в состав Екатериновского сельского поселения.

## География
На хуторе имеется одна улица:  Воскобойника.

## Население
| 2010 |
| ---- |
| 112  |

### Известные люди
- Воскобойник, Николай Николаевич — Герой Социалистического Труда.